# Lorena, São Paulo
Lorena là một đô thị ở bang São Paulo, Brasil. Vị trí địa lý 22º43'51" độ vĩ nam và 45º07'29" độ vĩ tây, trên khu vực có độ cao 524 m. Dân số ước tính 100.000 người, diện tích 470 km², mật độ dân số 211,4 người/km².

## Địa lý
Các đô thị giáp ranh gồm Piquete về phía đông bắc và bắc, Cachoeira Paulista về phía đông bắc, Canas giữa Lorena và Cachoeira, Silveiras về phía đông, Cunha về phía nam và Guaratinguetá về phía tây.

## Thông tin nhân khẩu
Dữ liệu dân số theo điều tra dân số năm 2000
Tổng dân số: 77.990
- Urbana: 75.097
- Rural: 2.893
- Homens: 38.006
- Mulheres: 39.984

Mật độ dân số (người/km²): 187,25
Tỷ lệ tử vong trẻ sơ sinh dưới 1 tuổi (trên một triệu người): 16,97
Tuổi thọ bình quân (tuổi): 70,64
Tỷ lệ sinh (số trẻ trên mỗi bà mẹ): 2,13
Tỷ lệ biết đọc biết viết: 94,13%
Chỉ số phát triển con người (HDI-M): 0,807
- Chỉ số phát triển con người - Thu nhập: 0,740
- Chỉ số phát triển con người - Tuổi thọ: 0,761
- Chỉ số phát triển con người - Giáo dục: 0,921

(Nguồn: IPEADATA)

### Sông ngòi
- Sông Paraíba do Sul
- Sông Piaguí
- Ribeirão Taboão

### Các xa lộ
- SP-62
- BR-116 Rodovia Presidente Dutra
- BR-459 Lorena-SP até Poços de Caldas -MG